# La Sauvetat-de-Savères

La Sauvetat-de-Savères este o comună în departamentul Lot-et-Garonne din sud-vestul Franței. În 2009 avea o populație de 517 de locuitori.

## Evoluția populației
| An        | 1975 | 1982 | 1990 | 1999 | 2006 | 2009 |
| --------- | ---- | ---- | ---- | ---- | ---- | ---- |
| Populație | 284  | 260  | 312  | 349  | 474  | 517  |